# Akira Satō
Akira Satō, (japanska: 佐藤 晃) född 19 juli 1964 i Kyōgoku på ön Hokkaidō, är en japansk tidigare backhoppare. Han representerade Tokyo Bisō. 

## Karriär
Akira Satō debuterade internationellt i Skid-VM 1985 i Seefeld in Tirol i Österrike. Där startade han i samtliga grenar. Han blev nummer 16 i normalbacken och nummer 17 i stora backen. I lagtävlingen blev Satō nummer 6 tillsammans med sina lagkamrater.
Satō tävlade i Tysk-österrikiska backhopparveckan säsongen 1985/1986. I öppningstävlingen i Schattenbergschanze i Oberstdorf i dåvarande Västtyskland 30 december 1985 blev han nummer 64. Tävlingen ingick också i världscupen. Satō blev som bäst nummer 43 i en deltävling i backhopparveckan. Og sammanlagt blev han som bäst nummer 61 säsongen 1989/1990. Satō vann en deltävling i världscupen, på hemmaplan i Sapporo 24 januari 1987. Hans bästa resultat i den totala världscupen kom säsongen 1986/1987 då han blev nummer 25 sammanlagt.
Akira Satō deltog i Skid-VM 1987 i Oberstdorf. Där tävlade han i normalbacken och slutade på 24:e plats. 
Under olympiska spelen 1988 i Calgary i Kanada blev Satō nummer 11 i normalbacken och nummer 33 i stora backen. Båda de individuella tävlingarna vanns av Matti Nykänen från Finland. Lagtävling i olympisk sammanhang arrangerades för första gången i OS-1988. Finland vann lagtävlingen och Matti Nykänen vann sin tredje guldmedalj i samma OS. Japanska laget blev nummer 11.
Satō hoppade i världscupen sista gången i stora backen i Sapporo 15 december 1991. Han blev nummer 36. Sedan tävlade Satō i kontinentalcupen. Han avslutade sin backhoppningskarriär efter tävlingsäsongen 1994/1995.